# أوستين ماكان
أوستين ماكان (بالإنجليزية: Austin McCann)‏ (21 يناير 1980 في المملكة المتحدة - ) هو لاعب كرة قدم إسكتلندي في مركز الدفاع. لعب مع دونفرملين أثلتيك ونوتس كاونتي وهارت أوف ميدلوثيان ونادي كلايد ونادي أردريونيانز ونادي آير يونايتد ونادي بوسطن يونايتد ونادي كلايدبانك ‏.

## وصلات خارجية
- أوستين ماكان على موقع قاعدة بيانات كرة القدم.إي يو (الإنجليزية)
- أوستين ماكان على موقع Soccerbase.com (لاعب) (الإنجليزية)
- أوستين ماكان على موقع Soccerway.com (الإنجليزية)
- أوستين ماكان على موقع عالم كرة القدم.نت (الإنجليزية)